# Емшан (повесть)
«Емшан» — повесть Мориса Симашко, написанная в 1966 году на русском языке. По жанру повесть сочетает в себе черты баллады и поэмы в прозе.
Сюжет повести обращается к историческому периоду правления мамлюков кипчакского происхождения в Египте (1250—1382 гг.). Перед приходом мамлюков к власти кипчаки фактически прекратили существование как самостоятельный этнос вследствие монгольского завоевания. Лишь в Египте, где они сначала оказались в положении рабов, а затем стали частью правящей элиты, кипчаки на время смогли сохранить своё культурное и историческое присутствие.
Известный казахский поэт Олжас Сулейменов в книге «Аз и Я» отмечал, что именно по его совету Морис Симашко взялся за «мамлюкскую» тему. «Емшан» стал первым из произведений Мориса Симашко, в котором на первом плане — личность человека, облечённого властью, история возвышения раба-мамлюка до всемогущего султана. У Симашко власть не меняет человека к худшему — его герой поднимается на трон из невольничьего барака и корабельного трюма и приносит с собой своё мировоззрение и свои привычки, приобретенные им в рабстве.

## Сюжет
Каир, 1277 год. Могущественный мамлюкский султан Бейбарс, победитель крестоносцев и монголов, семнадцатый год правит Египтом. Однажды утром султан просыпается с необычным ощущением: в его памяти неизвестно откуда возникло странное слово — «куке», значения которого он не понимает. Бейбарс удивляется сам себе: ещё никогда ни чужие слова, ни эмоции, ни слезы не вызывали в его душе никакого отклика.
Железной рукой султан-мамлюк управляет древней богатой страной, уничтожая любого, в ком может хотя бы на миг заподозрить соперника. Ему безразличны и давняя дружба, и личная благодарность, когда речь идёт о власти. К женщинам из своего гарема он приходит раз в две недели, чтобы удовлетворить своё желание, не интересуясь их чувствами. Бейбарс презирает религию, науку, всех слабых людей и всех своих покорных подданных. Прошедший путь от мальчика-раба, галерного гребца и рядового воина-мамлюка, султан твёрдо уверен в том, что в его мире нет места ни любви, ни дружбе, ни жалости. Жизнь — это беспощадная борьба между людьми за власть и богатства; все, кто пытается это отрицать — наивные глупцы, «не умеющие смотреть прямо».
Султан садится на коня и выезжает за город, окруженный отрядом личной охраны. Весь день он проводит в седле, в медленной прогулке по пустыне, перебирая одно за другим события своей жизни и пытаясь догадаться, что означает непонятное слово.
Бейбарс вспоминает свою жизнь маленького раба, проводящего дни в бесконечной тяжелой работе, полуголодного и лишённого всякого представления о родительской любви, доброте и взаимопомощи; мальчика, для которого надсмотрщики с бичами — высшие существа, а другие дети, такие же подростки — враги, отнимающие друг у друга еду. Маленький Бейбарс убивает одного за другим трех других детей — двух первых за нежелание отдавать свой паёк, третьего — как соперника, отбирающего хлеб у остальных. После третьего убийства его, уже подросшего, отправляют гребцом на галеры.
В трюме генуэзского корабля Бейбарс быстро переходит из разряда простых гребцов в привилегированную категорию. Рабовладельцы отбирают для надзора за порядком команду запасных гребцов, освобождённых от изнурительной работы — самых агрессивных и жестоких. Им предоставлена свобода отнимать у остальных рабов лучшую еду и убивать тех, кто пытается сопротивляться. Запасные гребцы выполняют за надсмотрщиков их грязную работу, подавляя у своих товарищей даже мысли о сопротивлении. Одновременно они ведут между собой жестокую борьбу за власть. Бейбарс сразу разбирается в новых правилах выживания и сначала ликвидирует главного конкурента, а потом поочерёдно меняет и всю команду запасных гребцов.
Много лет будущий султан проводит в трюме корабля, удерживая деспотическую власть над маленьким полутемным миром, из которого надсмотрщики время от времени выносят трупы его соперников. Здесь он принимает грозное имя «Бейбарс», здесь приобретает привычку всегда держать при себе девять близких помощников и время от времени заменять их по очереди. Наконец в одном из портовых городов Сирии его выводят на рынок рабов. Мамлюкский офицер Икдын покупает его вместе с партией других крепких и сильных гребцов, чтобы отправить в Египет, для султанского войска. На этом рынке Бейбарс впервые в жизни видит женщин и поражается тому, как униженно кланяются Икдыну надсмотрщики с бичами. Он с восторгом принимает новую жизнь на острове Рода, где расположен мамлюкский гарнизон.
Получив одежду и оружие, Бейбарс долго и верно служит власти айюбидского султана Салиха, без сомнений отправляется подавлять восстания египтян и сражаться за султана в Сирии — против других Айюбидов и против крестоносцев. На Острове он быстро делает карьеру, пользуясь расположением начальника мамлюкского корпуса — умного, проницательного и беспощадного Котуза, который выделяет и приближает к себе талантливых людей. То же самое делает и сам Бейбарс, набирая новых девятерых приближенных: его верными друзьями становятся мамлюки Барат, Турфан и Шамурат, и вместе с Котузом и его другом Айбеком — начальником султанской охраны — они все ждут часа, когда смогут отнять власть у слабого султана Салиха.
Крестоносцы высаживаются в Египте и берут штурмом укрепленную Дамиетту. Бейбарс едва не погибает от копья рыцаря, но его спасает Турфан. В упорном сражении мамлюки останавливают крестоносцев и берут в плен французского короля, за которого Салих получает огромный выкуп. Крестоносцы навсегда покидают Египет, а Бейбарса за его заслуги назначают Эмиром Сорока личной охраны султана. Теперь он может наблюдать изнутри за жизнью султанского дворца.
Бейбарсу непонятно поведение Салиха, который чем дальше, тем больше углубляется в чтение книг, выходит к народу на базар без охраны, теряет вкус к борьбе и власти. Мамлюки пользуются этим, чтобы совершить переворот. Салих не сопротивляется заговорщикам, явившимся, чтобы убить его; с этого момента хозяином положения в Египте становится мамлюкская гвардия. Вставший во главе заговорщиков Айбек после убийства проводит ночь с женой Салиха — Шадияр, а наутро мамлюки объявляют о смерти султана от болезни. Каирцы догадываются, как умер султан Салих, но не скорбят о нём: в их представлении султан проявил недостойную слабость, попытавшись стать ближе к своему народу.
Айбек, Котуз и Бейбарс провозглашают султаном молодого Тураншаха, сына Салиха, и начинают управлять Египтом от его имени. Вскоре Бейбарс и Барат убивают Тураншаха, и теперь мамлюкам принадлежит власть и официально. Айбек женится на Шадияр, искренне влюбившись в бывшую жену Салиха. Но любовь неожиданно изменяет характер могучего и самоуверенного Айбека: он становится добродушным и сентиментальным, перестаёт следить за порядком и даёт всё больше воли народу. В стране вскоре начинаются мятежи, разбои и голод, крестоносцы подступают к границам, Египту угрожает хаос.
Мамлюки объединяются против Айбека, потерявшего хватку, и убивают его. К покушению причастна и Шадияр, ибо Айбек упал в глазах султанши, слишком сильно влюбившись в неё и подчинившись её воле. Котуз становится султаном, Бейбарс — начальником Острова. По приказу Котуза Бейбарс лунной ночью на лодке вывозит Шадияр на середину Нила и снимает с неё покрывало, чтобы посмотреть ей в глаза перед убийством. Внезапно он чувствует, что против своей воли поддаётся чарам красавицы; у Бейбарса хватает сил, чтобы заколоть Шадияр ножом, но впервые в жизни он понимает, насколько слабым может оказаться перед женщиной даже такой человек, как он.
Котуз правит Египтом, оказывает Бейбарсу высокие почести, осыпает его дарами, рассчитывая устранить в удобный момент. Но Бейбарс по-прежнему окружен преданными ему людьми. Между тем на границах египетских владений появляются монголы хана Хулагу, которые вторгаются в Сирию и Палестину и идут на Египет. Монголы — самые опасные враги из всех, которых встречал Бейбарс на поле боя: их связывает жесткая дисциплина, они не знают сомнений, их не отвлекают от цели раздоры, как вождей крестоносцев. Мамлюки не в силах сдержать первый удар монголов: войско бежит, а Бейбарс избегает плена в последний миг — его спасает лучший друг, Барат. В Египте ходят слухи о страшном опустошении монголами Багдада и Дамаска, о жестокой казни халифа Мустасима и всех его близких. В Каире появляется оборванец, называющий себя братом казнённого халифа, и предрекает гибель страны; Котуз бросает его в темницу. Бейбарс собирает все силы мамлюков; опасность заставляет Котуза отдать лучшие силы под командование соперника. Бейбарс допрашивает пленных, поражаясь бесстрашию монголов, и странный горький запах вызывает у него непонятные чувства. Но он верит в силу армии мамлюков, не знающих ни страха, ни жалости.
Мамлюки одерживают полную победу над монголами в сражении при Айн-Джалуте; монголы отступают за Евфрат, чтобы больше не возвращаться. Котуз опять готовится устранить Бейбарса, но тот опережает и убивает султана. Бейбарс объявляет себя султаном Египта, выпускает из темницы самозванца и провозглашает его халифом всех мусульман, чтобы сделать Каир духовной столицей ислама. Бейбарс правит мудрее и успешнее, чем Айбек и Котуз, и Египту больше ничего не угрожает. Войска Бейбарса отправляются в походы на север, восток, юг и запад, и повсюду они одерживают победы. Народ преклоняется перед султаном, а он зорко следит за своими бывшими соратниками, постепенно уничтожая всех, кто когда-то оказывался с ним рядом. Первым погибает Шамурат, затем Турфан, чью дочь повелитель забирает к себе в гарем; наконец, Бейбарс на исходе своей долгой прогулки решает ликвидировать Барата, который сегодня утром почему-то не смотрел ему в глаза. Вечером Бейбарс возвращается в Каир: он так и не вспомнил значение слова, которое так мешало ему утром, зато принял решение заменить Барата молодым мамлюком из группировки Бурджи — Шамилом.
Бейбарс передаёт Барату чашу отравленного вина и наблюдает, как лучший друг умирает на его глазах. Оставив своих приближённых за столом, султан уходит в гарем, где спит девочка, дочь Турфана, которую Бейбарс лишил девственности уже после гибели её отца. Во сне девочка произносит слово «куке», и в сочетании с красными лучами вечернего солнца оно вдруг воссоздаёт в памяти Бейбарса картину из его далёкого детства. На закате в красной пустыне он, ещё совсем маленький мальчик, сидит у тела своего убитого отца — куке, чьё горло пробила монгольская стрела, тщетно пытается его разбудить, а вокруг благоухает степная трава — полынь, емшан. Мальчик проводит сутки у тела отца, а затем большой караван проходит мимо, и генуэзец берёт мальчика на руки и поднимает на верблюда, спасая его от смерти и забирая в рабство.
Бейбарс возвращается к пирующим, наполняет чашу с ядом, из которой выпил Барат, и выпивает сам. Он уходит из жизни, чтобы присоединиться к своему роду…

## Адаптации и культурное влияние
По мотивам повести в 1989 году на киностудии Казахфильм при участии египетской кинокомпании Эль-Алимия режиссёр Булат Мансуров снял фильм Султан Бейбарс.
Известный казахский кинодраматург и режиссёр Ермек Турсунов в 2009 году дебютировал в «большой» литературе с историческим романом Мамлюк, также посвящённом султану Бейбарсу. В своём интервью газете «Свобода слова» автор признался, что именно от Мориса Симашко он впервые услышал это имя.